# بيت كارول
بيت كارول (بالإنجليزية: Pete Carroll)‏ هو لاعب كرة قدم أمريكية أمريكي، ولد في 15 سبتمبر 1951 في سان فرانسيسكو في الولايات المتحدة.

## وصلات خارجية
- الموقع الرسمي
- بيت كارول على موقع إن إن دي بي (الإنجليزية)